# Sparrow (БПЛА)
Sparrow (від англ. sparrow — горобець) — тактичний безпілотний авіаційний комплекс, призначений для ближньої розвідки.

## Історія
БПЛА Sparrow — розробка одеської компанії Spaitech.
Комплекс був продемонстрований 11-14 жовтня 2016 року у Києві на виставці «Зброя та безпека—2016». Станом на початок жовтня 2016 р., комплекс пройшов відомчі випробування і мав надійти на дослідну експлуатацію у ЗСУ.

## Технічні характеристики
За словами розробника, видатною якістю комплексу Sparrow є винятково короткий час, що необхідний на його підготовку і розгортання, який становить 15 хв. Запуск відбувається з руки. Літальний апарат побудований за схемою «літаюче крило», і приводиться у рух безколекторним електродвигуном з електронним регулятором ходу, що забезпечують комплексу можливість підтримувати швидкість від мінімальної 50 км/год до максимальної 100 км/год, практичну стелю у 2000 м і тривалість баражування до години. Радіус польоту становить від 2 до 15 км — дистанція гарантованої передачі даних на пульт керування у режимі онлайн.
Керування апаратом можливе як у ручному, так і повністю автоматичному режимі. Комплекс має GPS-автопілот, можливість прив'язки до електронних карт, побудову маршруту польоту по заданим точкам, систему визначення координат цілей. У комплексі реалізована система захисту від можливих відмов (збоїв), і автоматичне повернення у запасну точку.
Посадка може відбуватися у автоматичному режимі, за допомогою парашуту чи вручну.
Апарат може застосовуватися як для несення варти і спостереження, так і для коригування вогню.

## Галерея

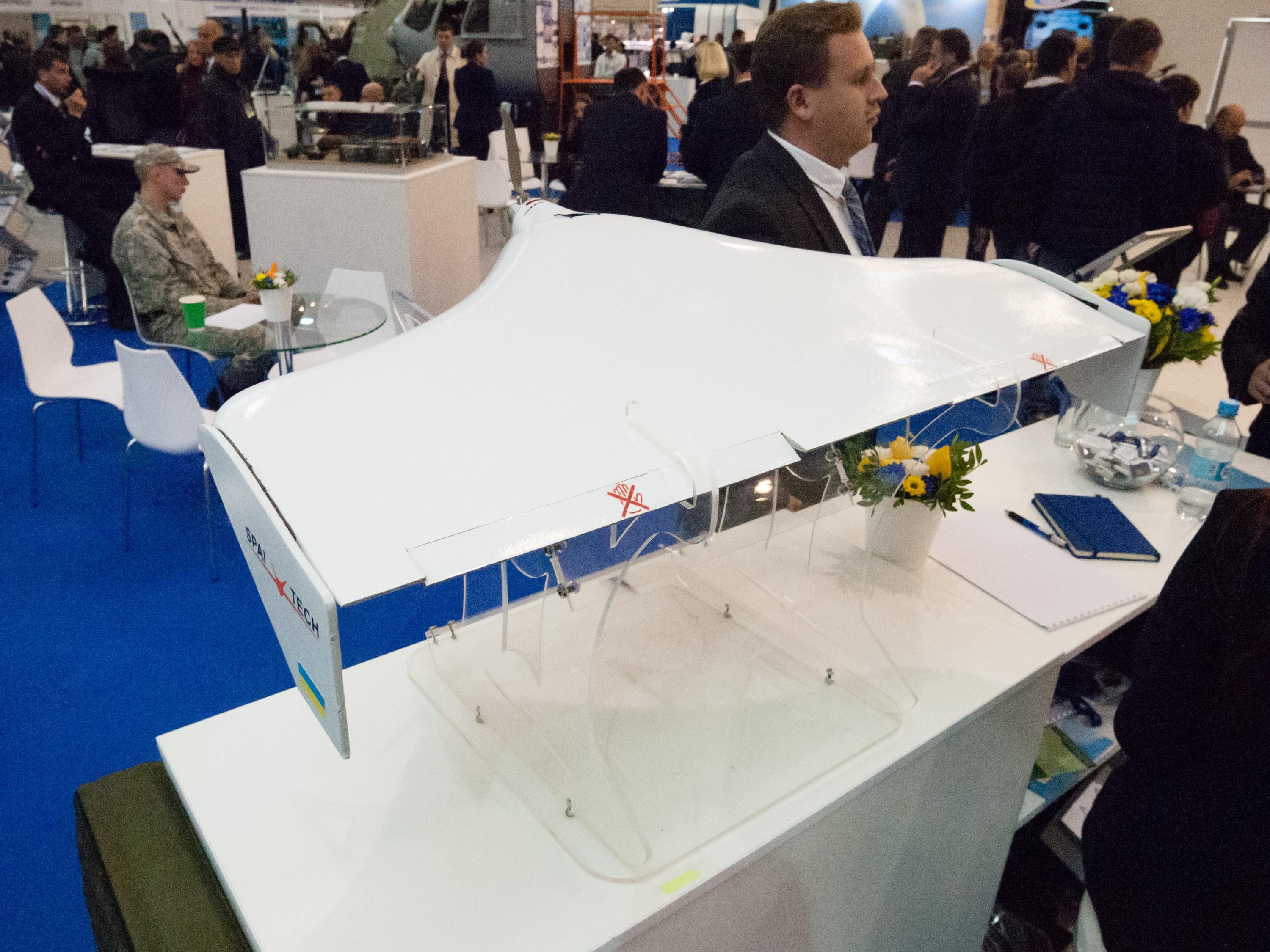
Зброя та безпека 2016